# Bocage

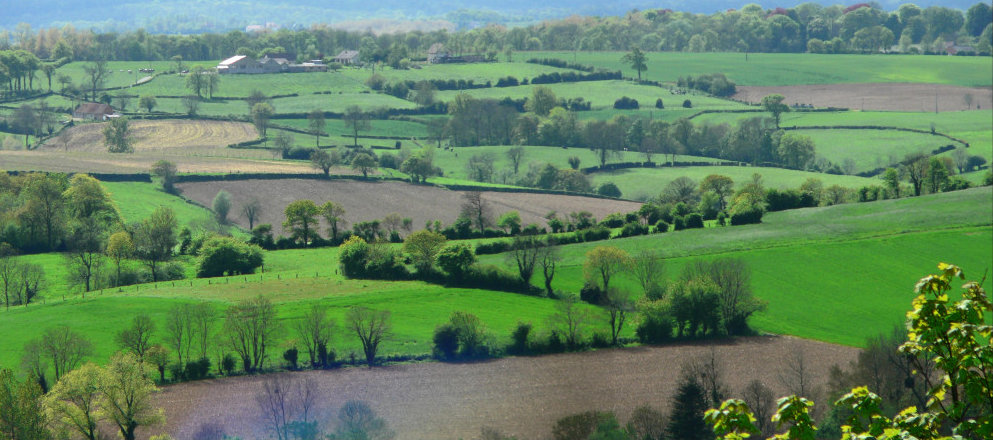
Bocage-Landschaft im französischen Département Pas-de-Calais

Als Bocage bezeichnet man in Frankreich einen Landschaftstyp, der sich durch eine große Anzahl an Knicks, Hecken oder Wallhecken als Begrenzung landwirtschaftlicher Felder auszeichnet. Der Bocage kommt vorwiegend in den französischen Atlantikregionen Normandie, Bretagne, Pays de la Loire und Poitou-Charentes vor, vereinzelt aber auch im Zentralmassiv und im Nordosten Frankreichs. Der Begriff Bocage findet auch in anderen westeuropäischen Ländern wie Belgien oder Großbritannien Anwendung, in denen es großflächige Heckenlandschaften gibt. Durch seine große Diversität an kleinräumigen Landschaftsstrukturen spielt der Bocage heute eine wichtige Rolle für den Erhalt der biologischen Artenvielfalt.

## Geschichte

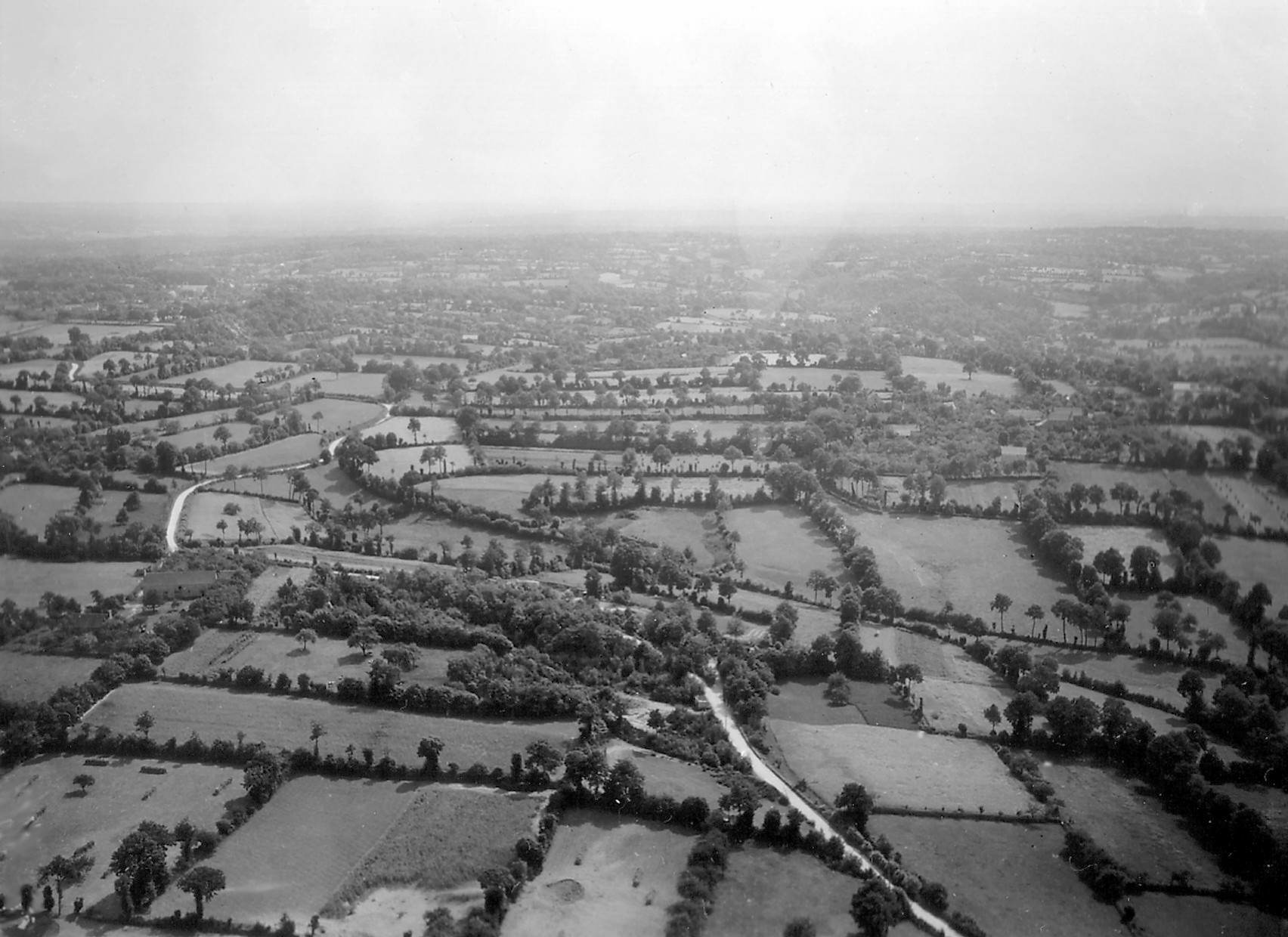
Luftbild der Bocage-Landschaft in der Normandie, Cotentin, 1945

Die Hecken wurden durch keltische Bauern vor etwa 2000 Jahren als Flurgrenzen angelegt. In dieser Zeit wurden aus den Hecken bis zu drei Meter breite, im Normalfall jedoch durch Schneitelung etwa einen Meter breite und bis zu dreieinhalb Meter hohe Wälle. Die Wallhecken sind mit verschiedenen Straucharten wie Brombeer- oder Ligustersträuchern bewachsen, sodass sie insgesamt bis zu 4,5 Meter hoch werden können. Von den Landwirten wurde ein Großteil der Hecken über die Jahrhunderte mit Baumreihen aus zum Beispiel Eichen und Eschen bepflanzt, die heute das charakteristische Bild des Bocage dominieren.
Durch die Flurbereinigung in Frankreich sowie die zunehmende Zersiedelung von Naturräumen im 19. und 20. Jahrhundert ist der Bocage zunehmend degradiert worden. Heute ist er vor allem in den Gebieten großflächig erhalten geblieben, in denen Viehzucht eine große Bedeutung hat und die Hecken als natürliche Einhegung der Herden dienen.

## Ökologische Bedeutung

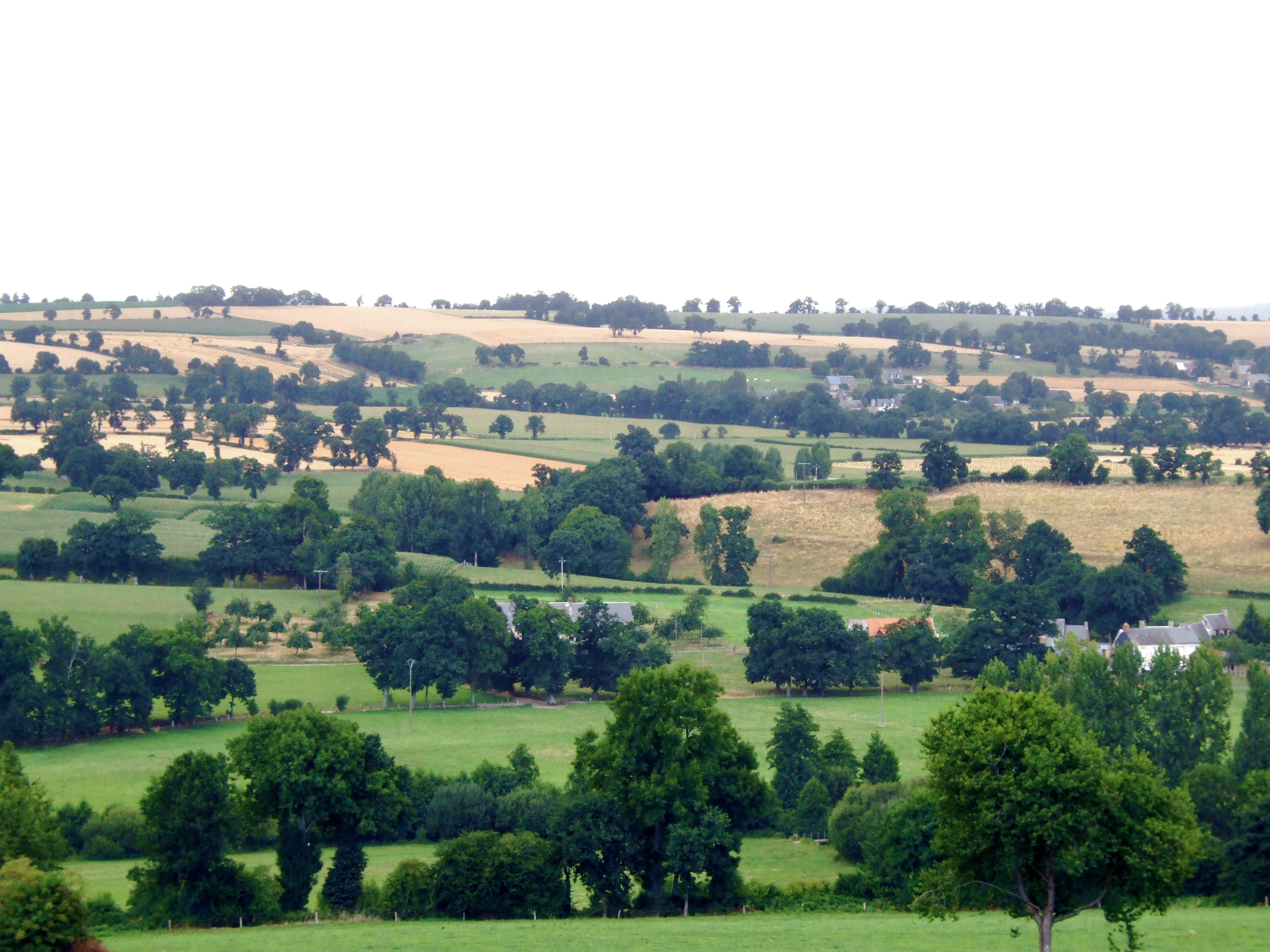
Bocage virois, untere Normandie

Der Bocage ist durch seine Vielfalt an Landschaftsstrukturen ein wichtiger Lebensraum für die lokale Flora und Fauna. Insbesondere die Hecken spielen eine wichtige Rolle als ökologische Korridore, die es Tier- und Pflanzenarten ermöglichen, zwischen Habitaten zu wandern. Aber auch kleine Flussläufe und Tümpel, Auwälder, Baumgruppen oder isolierte Bäume sowie Waldränder sind für die Biodiversität des Bocage von zentraler Bedeutung.
Die Hecken schützen die oft wenig fruchtbaren Böden des Bocage vor Bodenerosion und bieten den Landwirten Holzvorrat und Futter für das Vieh. Wegen der vielen ökologischen Vorteile der Hecken begann man ab Mitte des 20. Jahrhunderts, alte Hecken zu erhalten, degradierte wieder aufzubauen und neue anzupflanzen.

## Militärhistorische Bedeutung
Die Hecken des Bocage boten während der alliierten Invasion in der Normandie gute Verteidigungspositionen für die deutschen Truppen. Die Wallhecken im Abstand von 100 bis 200 Metern schränkten das Sicht- und Schussfeld der alliierten Truppen ein. Außerdem stellten sie ein nahezu unüberwindbares Hindernis für die alliierten Panzer dar. Auf den Wegen stellte die Wehrmacht Panzerabwehrgeschütze auf, sodass der alliierte Vormarsch stark verlangsamt wurde. Hinzu kam, dass Artilleriebeschuss wegen der Vegetation größtenteils wirkungslos blieb, da die Granatsplitter in den Hecken steckenblieben, ohne Schaden anzurichten. Der einzige Vorteil des Bocage für die Alliierten bestand darin, dass die Sherman-Panzer den deutschen Tiger-Panzern auf die geringeren Entfernungen erheblich größeren Schaden zufügen konnten als im offenen Gelände.
Der US-Sergeant Curtis G. Culin jr. schweißte zwei stählerne Sicheln aus Schrottresten zerstörter Strandhindernisse an den Bug eines Panzers und durchbrach damit die Wallhecken. General Walter M. Robertson, der Kommandeur der 2. US-Infanteriedivision, berichtete General Omar Bradley von Culins Vorrichtung, woraufhin Bradley befahl, so viele Panzer wie möglich damit auszurüsten. Mit dieser Vorrichtung gelang den Alliierten schließlich unter hohen Verlusten der Vormarsch. Überlebende alliierte Soldaten berichteten, dass jedes einzelne Feld durch heftige Kämpfe erobert werden musste. Sie nannten das Bocage-Gelände „gottverfluchtes Land“.
General James M. Gavin berichtete:

„Obwohl sie [die Wallhecken] schon vor dem Invasionstag in Großbritannien zur Sprache kamen, hatte keiner von uns vorhergesehen, welche Schwierigkeiten sie uns tatsächlich bereiten würden.“

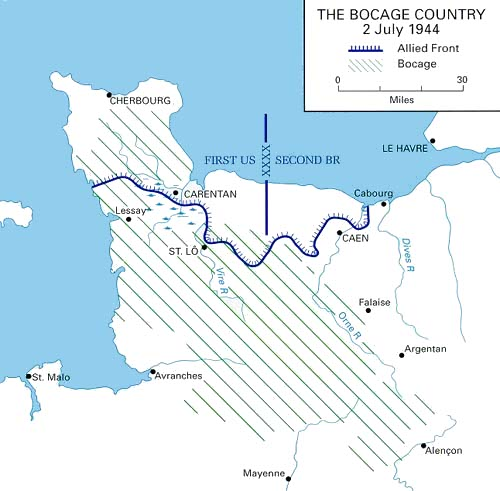
Karte der Normandie und der alliierten Front mit eingezeichneter Bocage-Landschaft, angefertigt von der US Army
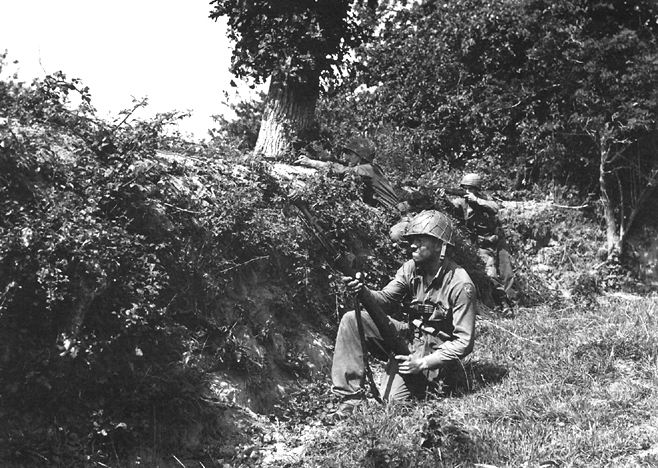
Amerikanische Soldaten vor einer Wallhecke in der Normandie, 1944
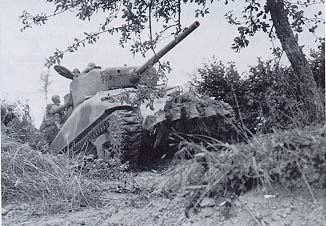
Ein Sherman-Panzer mit Culin Hedgerow Cutter an der Front durchquert eine Wallhecke

## Film
- Wie das Land, so der Mensch. Bocage Normand. (OT: Paysages d'ici et d'ailleurs: Le bocage normand.) Dokumentarfilm, Frankreich, 2012, 26:30 Min., Buch und Regie: Jean-Michel Vennemani, Moderation: Raphaël Hitier, Produktion: System TV, arte France, Reihe: Wie das Land, so der Mensch, Folge 12, (OT: Paysages d'ici et d'ailleurs), Erstsendung: 18. März 2013 bei arte, Inhaltsangabe von ARD, online-Video.